# علیا ماجده المهدی

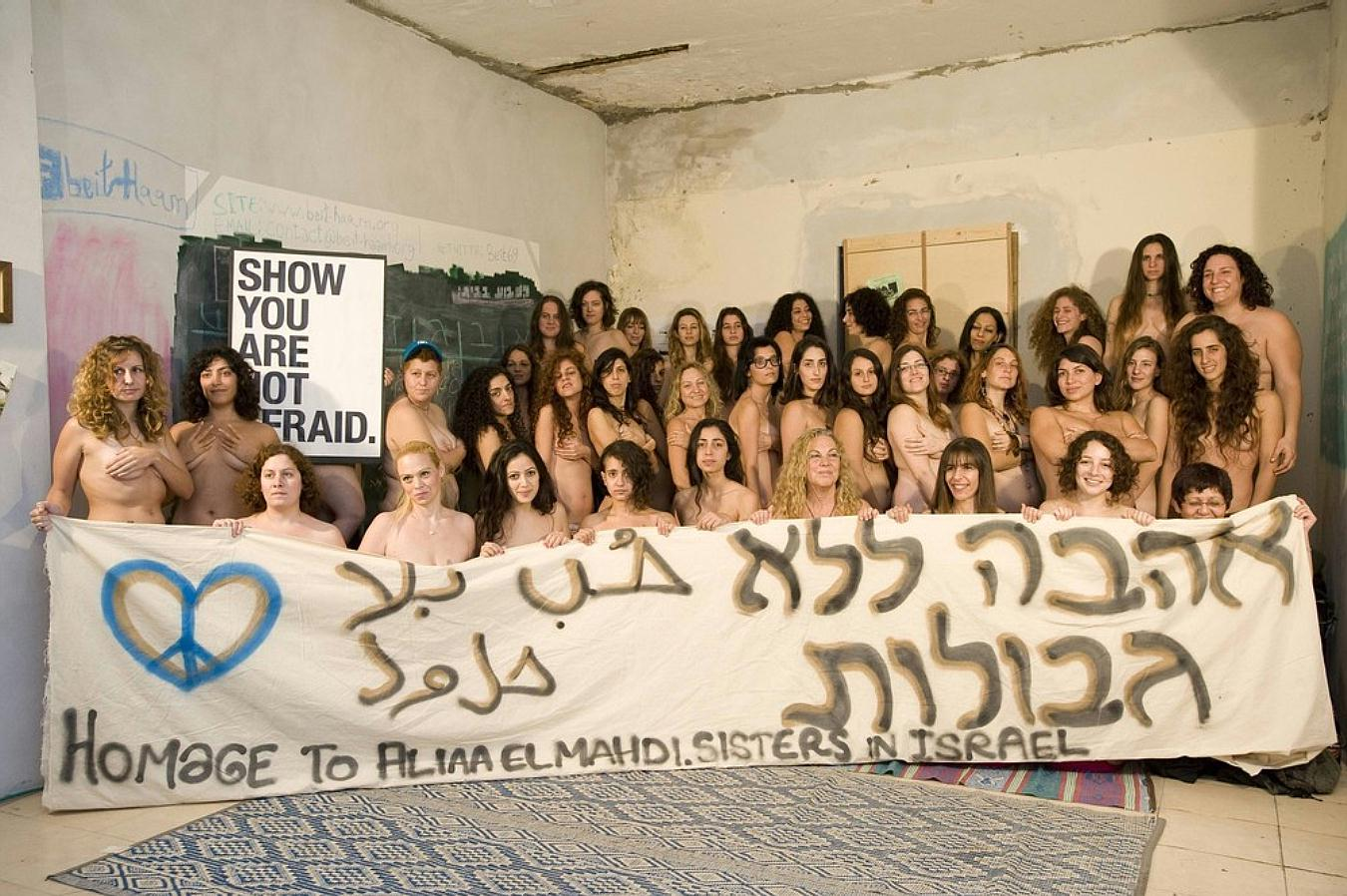
همسبتگی زنان اسرائیل با علیا مجده المهدی

علیا ماجده المهدی (زاده ۱۹۹۱ در مصر) فعال حقوق زنان، فعال سایبری، وبلاگ نویس و دانشجوی دانشگاه آمریکایی قاهره است. او در اقدامی با انداختن تصاویری بدون لباس از خودش در وبلاگش جامعه و حکام جنس‌گرای کشور مصر را به مبارزه فرا خواند. پس از آن تعداد بازدید از وبگاه وی از ۳ میلیون گذشته‌است. انتشار این تصاویر اظهارات متفاوتی را در مصر و خارج از این کشور به راه انداخته‌است. گروه‌های اسلام‌گرا به فکر مجازات او هستند، در حالی که فعالان حقوق‌بشر در مصر و خارج از این کشور اقدام وی حمایت کرده‌اند.
وی که خود را بی‌خدا معرفی می‌کند یک زن ضد دین است و از پنج ماه پیش از انتشار این تصاویر با دوست پسرش کریم عامر زندگی می‌کرده‌است. کریم عامر در سال ۲۰۰۶ به دلیل انتقاد از اسلام و اهانت به حسنی مبارک به چهار سال زندان در یک زندان فوق امنیتی محکوم شد. برخلاف برخی گزارش‌ها که وی را فعال سیاسی و عضو جنبش ۶ آوریل (گروه آغازگر انقلاب ۲۰۱۱ مصر) خوانده‌اند وی تصریح کرده که او فعالیت سیاسی ندارد و عضو ۶ آوریل نیست اما در اعتراضات علیه حسنی مبارک شرکت داشته‌است.
او در کنار تصاویر متنی را قرار داده‌است که دلیل کار خود را اشاره می‌کند:
مدل‌های برهنه‌ای را که تا اوایل دههٔ ۷۰ در دانشکده‌های هنر کار می‌کردند را به محاکمه بکشید، کتاب‌های هنری را مخفی و مجسمه‌های برهنه باستانی را نابود کنید، آنگاه لباس‌های خود را درآورید و در آینه خود را بنگرید و بدن‌هایتان را که پَست می‌شمارید، بسوزانید تا برای همیشه از عقده‌های جنسی رهایی یابید. این کار را انجام دهید پیش از آنکه تعصبات و اهانت‌های خود را متوجه من کنید و جرئت نقض آزادی بیان من را به خود بدهید.
گفته شد سه بازدید کننده در هر ثانیه رکوردی است که وبلاگ علیا ماجده المهدی این دختر ۲۰ ساله مصری توانست بشکند. وبلاگ «مذکرات ثائره» (یادداشت‌های یک دختر انقلابی) توانست بزرگ‌ترین تجمع عربی را رقم بزند؛ شمار بازدید کنندگان یک روز از این وبلاگ از جمعیت حاضر در ۵ استادیوم ورزشی مقدمات رقابت‌های جام جهانی که ۲۰۱۴ بیشتر است. علیاء به همراه عکس‌های خود، عکس یک مرد جوان مصری که گیتاری در دست دارد، تابلویی از فادی موریس که تصویر یک زن برهنه را نقاشی کرده و همچنین عکس‌هایی از زنان برهنه دیگر را منتشر کرده‌است.
علیا به علاوه وبلاگ شخصیش، یک وبلاگ را با دوست پسرش که «کریم عامر» نام دارد، اداره می‌کند. این وبلاگ را «دختر و پسر» نامیده‌اند. او در وبلاگ خود چند شعار در ستون سمت راست نوشته‌است از جمله: «آزادی دادنی نیست بلکه گرفتنی است» و «مصر نه عربی است نه اسلامی، فقط مصری است.»
علیا، عنوان «هنر برهنه» را برای این مجموعه عکس‌ها قرار داد و این کار خود را «جنبش آزادی آنلاین» نامگذاری کرد. علیا از فعالان سیاسی بود در وبلاگ‌های مختلف خود و همچنین صفحات توئیتر و فیس بوکش عکس‌هایی از حضور در میدان التحریر قاهره، محل تجمع معترضان در روزهای انقلاب مصر و همچنین تجمع‌های اعتراض آمیز دیگر حضور داشته‌است.

## پیامدها
{{رسانه خارجی
| تراز = right
| عرض = 258px
| تصویر۱ =[http://cryptome.org/info/women-protest6/Aliaa-Magda-Elmahdy-nude-30.jpg تصویر برهنه علیا 
دو زن و یک مرد ایرانی مقیم خارج از کشور برای حمایت از وی تصاویر بی‌پوشش خود را در اینترنت نهادند. در عین حال گروهی از زنان اسرائیلی نیز حمایت خود را از اقدام وی با گرفتن تصاویر بی‌پوشش از خود و انتشار آن در اینترنت اعلام کردند.